# Aurélie Konaté
Pour les articles homonymes, voir Konaté.
Aurélie Konaté est une actrice, chanteuse et danseuse française.
Elle est révélée publiquement en 2002 grâce à la deuxième saison de l'émission Star Academy, tout en étant à l'affiche de plusieurs spectacles à succès tels que Belles belles belles (2003) ou la version francophone du spectacle Sister Act (2012). 
Elle est aussi connue pour avoir joué dans les séries Chante !, Camping Paradis, Demain nous appartient et Plus belle la vie.

## Biographie

### Famille et jeunesse
Aurélie Konaté est née d'un père guinéen travaillant à l'IIE, école d'ingénieurs à Évry, dépendant du Conservatoire national des arts et métiers (CNAM) comme technicien et d'une mère bretonne directrice d'école maternelle à Grigny dans l'Essonne. Elle grandit au sein d'une fratrie composée de Gaël, Barbara et Stéphanie.[réf. nécessaire]
À quatre ans, elle commence comme danseuse de modern jazz, danse classique et claquettes. Elle aime alors la musique de Chantal Goya, et quand elle était plus jeune, elle écoutait des artistes comme Destiny's Child, Aretha Franklin, Michael Jackson, Mariah Carey et Alicia Keys.

### Carrière musicale
En 1996, grâce à une audition, elle est choisie pour former un trio de filles nommé Foxies. Leur premier single, L'amour est un mystère, passe en radios telles NRJ et les radios FM régionales. Il sort pendant l'été 1997 et reste deux mois dans les bacs. Elles font une apparition télévisée à l'émission 40° à l'ombre. Ensuite, elles tournent deux clips. Le groupe prépare deux autres singles, Sous ton soleil et Si belle, qui passent en radio, mais ne sont pas édités.
En 1999, à 23 ans, elle signe un contrat solo dans une nouvelle maison discographique sous le pseudonyme d’Eden Ly. Le single Changer les mots, écrit par Mickaël Winter et produit par Nicolas Neidhart, passe en radio dont Europe 1, France Inter, NRJ, RTL. Après avoir enregistré d'autres chansons, qui ne plaisaient pas au PDG, sa maison discographique est désintéressée et rompt son contrat. En 2001, elle est sélectionnée pour la deuxième édition de Star Academy qui débute le samedi 31 août 2002 sur TF1. Le chorégraphe Kamel Ouali la sollicite pour des chorégraphies périlleuses pour ce programme. Elle fait une tournée avec le programme, du 1er mars au 21 juin 2003 et enregistre un nouveau disque. Aurélie Konaté sort Quitte ou double, un single solo classé 21e en France et 14e en Belgique,. En 2005, elle enregistre Eyes on You (en), un duo avec le chanteur Jay Sean pour Virgin Records,,. La chanson est gravée sur la compilation Urban Hits. Elle anime de 2006 à 2008 le magazine musical La Spéciale, diffusé sur Fun TV.
Le 19 décembre 2018, plus de 70 célébrités se mobilisent à l'appel de l'association Urgence Homophobie. Aurélie Konaté est l'une d'elles et apparaît dans le clip de la chanson De l'amour,,,,.

### Carrière d'actrice

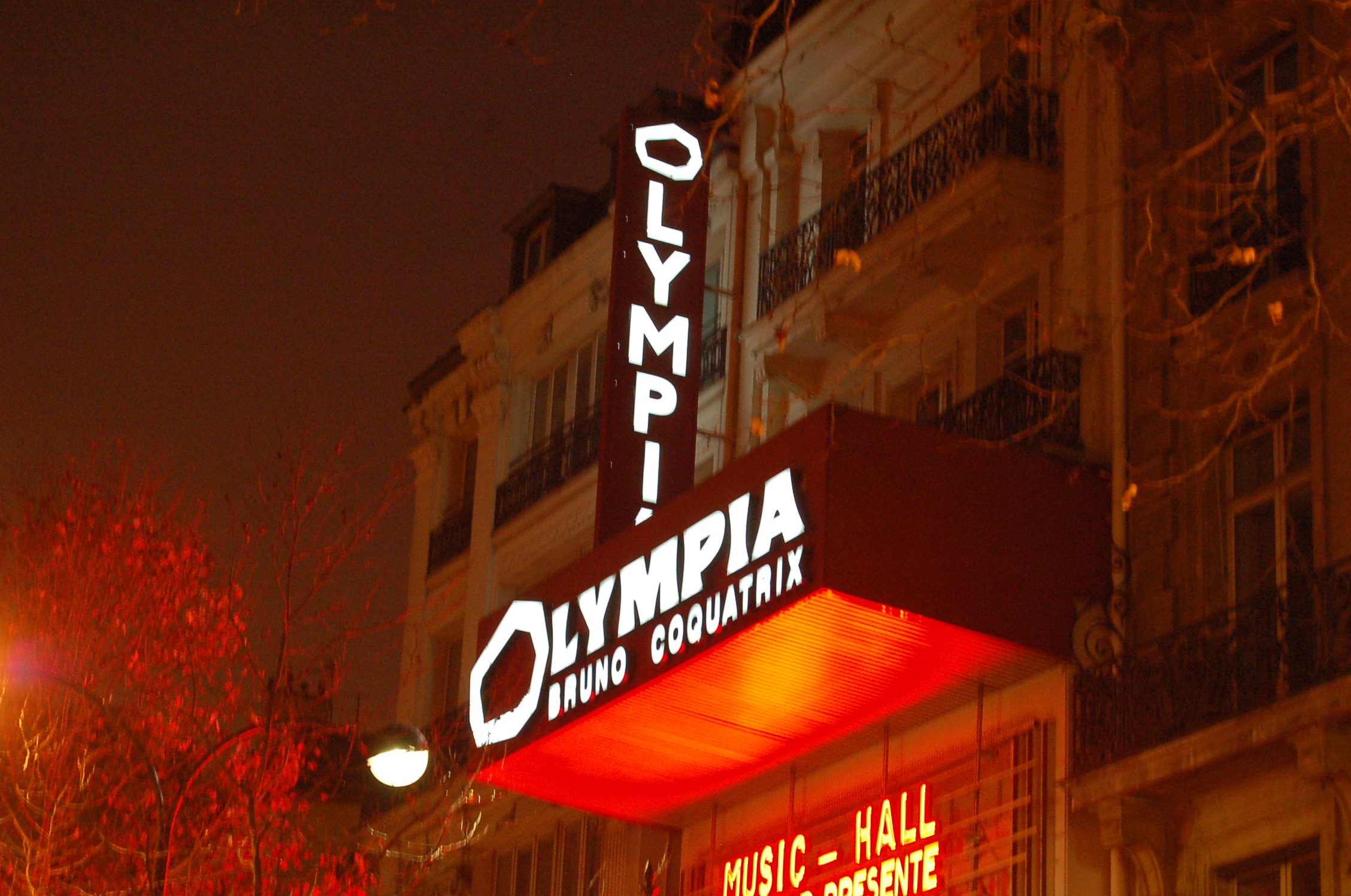
L'Olympia, scène de Belles Belles Belles.

Sélectionnée par le producteur Gérard Louvin, elle interprète en 2003 et 2004 un des trois rôles principaux dans la comédie musicale Belles Belles Belles. Première comédie musicale juke-box française jouée sur scène, celle-ci est consacrée à Claude François et représentée à l'Olympia. De ce spectacle, sort en single le titre J'attendrai par Les filles, c'est-à-dire Aurélie Konaté, Joy Esther et Liza Pastor. La face B est Danse ta vie interprétée par Pascal Sual et Aurélie Konaté,. J'attendrai atteint la 15e place des classements français et belge ainsi que la 65e place du classement suisse des meilleures ventes. Les filles interprètent le 2e single Comme d'habitude paru le 27 janvier 2004. Il se classe no 10 (tip) en Belgique francophone et no 50 en France. Distribué par Universal Music, un album en est extrait. TF1 Vidéo édite un DVD. La jeune femme essonnienne est élève comédienne d'Oscar Sisto, Thierry Pietra et Ned Grujik.
En 2006, Aurélie Konaté intègre le projet de comédie musicale Salut Joe, s’entraîne et répète dans ce but. Elle se retire avant la première. En 2007, elle interprète Les Monologues du vagin d'Eve Ensler dans une mise en scène de Caroline Loeb. La même année, elle joue le rôle de protagoniste de Joséphine Baker, dans Jo et Joséphine, dirigée par Jacques Pessis, avec Grégori Baquet. Avec cette pièce musicale, la comédienne est nommée pour le Marius de la meilleure interprétation féminine dans un rôle principal. Aurélie Konaté interprète en 2008 le rôle principal de Carmen Diaz dans la comédie musicale Fame. En 2009, elle participe en tant que le rôle principal et avec Mélina Mariale en alternance au spectacle musical Tismée. Mis en scène par Rubia Matignon, avec la compagnie Rubia Matignon, Frédéric Portut et Alien Cast, il est soutenu par l'association Luc Besson. Le spectacle musical reçoit le Prix DiaspAura arts et culture.

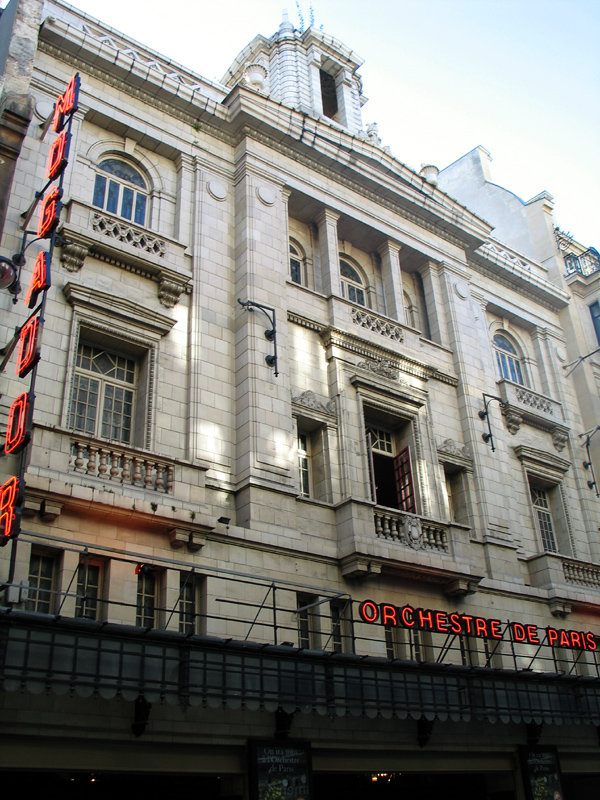
Façade du théâtre Mogador, scène de Sister Act.

En la même année, elle est choisie pour incarner Audrey, un rôle récurrent de la deuxième saison de la série télévisée musicale Chante !, diffusée sur France 2. Elle prolonge l'expérience en 2010 pour la troisième ainsi que pour la quatrième et dernière saison. Elle apparaît sur les DVD et albums de la sérié édités par Jive Epic et France Télévisions Distribution.
Entre 2010 et 2012, elle participe à la comédie théâtrale Mission Florimont, créée et dirigée par Sacha Danino et Sébastien Azzopardi, avec la compagnie Sébastien Azzopardi. La pièce est nommée à la Nuit des Molières « Meilleure pièce comique 2010 »,. En 2011, elle est Roxane Roussel dans Le juge est une femme.
Elle tient le premier rôle de Sister Act en alternance avec Kania Allard de septembre 2012 à juin 2013,. Édité par Warner Music France, un album en est extrait.
Dans la série Camping Paradis, elle interprète Aurélie, un rôle récurrent à partir d'avril 2013,. Le dernier épisode dans lequel elle joue est diffusé le 29 février 2016. À partir de septembre 2015, la comédie musicale Gospel sur la Colline se joue sur la scène des Folies Bergère. Aurélie Konaté participe à l'album qui précède cette comédie musicale,.
Avec Laurent Ournac, ils montent en 2016 le projet d'adapter la comédie musicale First Date (en),. Ce projet ne se concrétisera pas. La même année, elle tourne dans un épisode de Nos chers voisins et intègre la troupe de Dernier coup de ciseaux, la pièce de théâtre lauréate du Molière du meilleur spectacle comique 2014.
En mars 2018 Aurélie Konaté intègre la distribution du feuilleton Demain nous appartient et y joue jusqu'en 2019.
Elle double l'actrice Letitia Wright dans plusieurs films. Elle est entre autres la voix française de Shuri alias Black Panther dans les films Marvel.
En 2021 et 2022, elle fait partie de la distribution de la série Plus belle la vie dans le rôle de Carmen Lorène, la mère de Fanny,.
En 2023, elle participe à la cinquième saison de Mask Singer sur TF1 en incarnant la biche. Elle termine en seconde position.

## Théâtre
- 2003-2004 : Belles belles belles, mise en scène de Redha à l'Olympia : Sonia
- 2007 : Les Monologues du vagin d'Eve Ensler, mise en scène de Caroline Loeb au Théâtre Michel
- 2007-2008 : Jo et Joséphine de Jacques Pessis, mise en scène de Rubia Matignon à l'Espace Cardin et au Théâtre Daunou : Joséphine Baker
- 2008 : Fame (en), mise en scène de Ned Grujic en tournée : Carmen Diaz
- 2009 : Tismée, mise en scène de Rubia Matignon à L'Européen et au Théâtre de la Reine Blanche
- 2010-2012 : Mission Florimont de Sacha Danino et Sébastien Azzopardi, mise en scène de Sébastien Azzopardi au Théâtre Le Temple, Théâtre Michel et Le Splendid : Margot
- 2012-2013 : Sister Act d'Alan Menken, mise en scène de Caroline Brouwer au Théâtre Mogador : Dolores Van Cartier
- 2016-2018 : Dernier coup de ciseaux de Paul Pörtner, mise en scène de Sébastien Azzopardi au Théâtre des Mathurins : la coiffeuse
- 2020-2022 : Intra Muros d'Alexis Michalik, mise en scène d'Alexis Michalik au Théâtre de la Pépinière
- 2023-2024 : Le Manteau de Janis, mise en scène Philippe Lelièvre et Delphine Piard au Théâtre du Petit Montparnasse : Mila[40]

## Filmographie

### Télévision

#### Séries télévisées
- 2009-2010 : Chante ! : Audrey (3 saisons)
- 2011 : Alice Nevers, le juge est une femme d'Alexandre Laurent : épisode En plein cœur : Roxane Roussel
- 2013-2016 : Camping Paradis : Aurélie Constantin
- 2017 : Nos chers voisins, au ski : Clémence
- 2018-2019 : Demain nous appartient : épisodes 193 à 236 ; 298 à 310 : Oriane Vasseur
- 2021-2022 : Plus belle la vie : Carmen Lorène
- 2025 : Nouveau jour : Sofia Kamara

#### Téléfilms
- 2022 : À la folie d'Éric Métayer et Andréa Bescond : Yasmine
- 2024 : Les Mystères du Clos des Lilas de Lorenzo Gabriele : Naomie Lejeune

### Cinéma

#### Court métrage
- 2017 : La Rose et la Pivoine de Sébastien Azzopardi : Pivoine

#### Longs métrages
- 2021 : Flashback de Caroline Vigneaux : Noémie
- 2022 : Les Gagnants de Laurent Junca et Azedinha Bendjilali : Carole

## Émissions de télévision
- 2002 : Star Academy (saison 2) sur TF1 : candidate
- 2005 : Celebrity Dancing (saison 1) sur TF1 : candidate en duo avec Plastic Bertrand
- 2016 et 2024 : Fort Boyard sur France 2 : participante
- 2023 : Mask Singer (saison 5) sur TF1 : candidate
- Depuis 2024 : EuroDreams sur TF1 : animatrice

## Discographie
- 2004 : Quitte ou double, single classé 21e en France et 14e en Belgique[3],[4].
- 2015 : No Woman, No Cry, collectif Les voix des femmes
- 2016 : Les Voix des femmes - Indépendantes (single)
- 2017 : We need you know, collectif Les voix des femmes
- 2018 : Unissons nos voix (collectif Les Voix des Femmes)

## Doublage
Sources : RS Doublage et Doublage Séries Database

### Cinéma

#### Films
- Alexandra Shipp dans (6 films) :
  - Love, Simon (2018) : Abigail « Abby » Suso
  - Shaft (2019) : Sasha Arias
  - Silk Road (2021) : Julia
  - Tick, Tick... Boom! (2021) : Susan
  - Barbie (2023) : Barbie écrivaine
  - Tout sauf toi (2023) : Claudia

- Tessa Thompson dans (5 films) :
  - Thor : Ragnarok (2017) : Valkyrie
  - Avengers: Endgame (2019) : Valkyrie
  - Men in Black International (2019) : l'agent M / Molly
  - La Belle et le Clochard (2019) : Lady (voix)
  - Thor: Love and Thunder (2022) : Valkyrie

- Letitia Wright dans (4 films) :
  - Black Panther (2018) : Shuri
  - Avengers : Infinity War (2018) : Shuri
  - Mort sur le Nil (2022) : Rosalie Otterbourne
  - Black Panther: Wakanda Forever (2022) : Shuri / Black Panther

- Amandla Stenberg dans : 
  - Darkest Minds : Rébellion (2018) : Ruby Daly
  - The Hate U Give - La Haine qu'on donne (2018) : Starr Carter
  - Cher Evan Hansen (2021) : Alana Beck

- Emilija Baranac dans : 
  - À tous les garçons que j'ai aimés (2018) : Genevieve « Gen »
  - À tous les garçons : P.S. Je t'aime toujours (2020) : Genevieve « Gen »
  - À tous les garçons : Pour toujours et à jamais (2021) : Genevieve « Gen »

- Ashleigh LaThrop dans : 
  - Cinquante nuances plus sombres (2017) : Hannah
  - Cinquante nuances plus claires (2018) : Hannah

- Vella Lovell dans :
  - Les Chroniques de Noël (2018) : Wendy
  - Toi chez moi et vice-versa (2023) : Becca

- Freida Pinto dans :
  - Love Wedding Repeat (2020) : Amanda
  - La Liste de M. Malcolm (en) (2022) : Selina Dalton

- Lily-Rose Depp dans :
  - Voyagers (2021) : Sela
  - Wolf (en) (2021) : Wildcat

- Lellê (pt) dans :
  - Ricos de Amor (pt) (2020) : Monique
  - Ricos de Amor 2 (pt) (2023) : Monique

- Briana Middleton (en) dans :
  - Le Bar de la Tendresse (2021) : Sidney
  - The Inheritance (2022) : Hannah

- Andra Day dans :
  - Billie Holiday, une affaire d'État (2021) : Billie Holiday
  - The Deliverance (2024) : Ebony Jackson

- Ash Santos (en) dans :
  - Night Teeth (2021) : Maria
  - Our Little Secret (2024) : Sophie

- Naomi Ackie dans :
  - Whitney Houston: I Wanna Dance with Somebody (2022) : Whitney Houston
  - Mickey 17 (2025) : Nasha

- Nathalie Emmanuel dans :
  - Die Hart (en)  (2023) : Jordan King
  - Die Hart 2 (2024) : Jordan King

- Cleopatra Coleman dans : 
  - Rebel Moon - Partie 1 : Enfant du feu (2023) : Devra Bloodaxe
  - Rebel Moon - Partie 2 : L'Entailleuse (2024) : Devra Bloodaxe

- Fola Evans-Akingbola (en) dans :
  - Surclassée (2024) : Renée
  - Back in Action (2025) : Wendy

- 2013 : Mandela : Un long chemin vers la liberté : Zindzi Mandela (Lindiwe Matshikiza)
- 2014 : Running Wild : Stella Davis (Dorian Brown Pham)
- 2016 : Un traître idéal : Gail MacKendrick (Naomie Harris)
- 2016 : Lowriders : Isabel (Montse Hernandez)
- 2017 : Conspiracy : Noma (Adelayo Adedayo)
- 2017 : Le dernier jour de ma vie : Anna Cartullo (Liv Hewson)
- 2017 : The Incredible Jessica James : Jerusa (Susan Heyward)
- 2017 : Pray for Rain : Emma Gardner (Annabelle Stephenson)
- 2017 : Brigsby Bear : Meredith (Alexa Demie)
- 2018 : Game Night : Michelle (Kylie Bunbury)
- 2018 : Solo: A Star Wars Story : Enfys Nest (Erin Kellyman)
- 2018 : Equalizer 2 : la fille dans le bus qui parle à Miles (Gabrielle Lorthe)
- 2018 : Alpha : Rho (Natassia Malthe)
- 2018 : Yardie : Yvonne (Shantol Jackson)
- 2018 : Swiped : Melody (Shein Mompremier)
- 2019 : High Flying Bird : Freddy (Bobbi A. Bordley)
- 2019 : Beats : Elizabeth (Skye Sparks)
- 2019 : The Laundromat : L'Affaire des Panama Papers : Simone (Jessica Allain)
- 2019 : Entre deux fougères, le film : la réalisatrice (Rekha Shankari)
- 2020 : Stargirl : Hillary Kimble (Shelby Simmons)
- 2020 : Archenemy : Indigo (Zolee Griggs)
- 2020 : Coup de foudre garanti : Arianna (Kandyse McClure)
- 2020[c] : Cours ma jolie, cours : Cherie (Ella Balinska)
- 2020 : Safety : Kaycee Stone (Corinne Foxx)
- 2021 : Malcolm et Marie : Marie (Zendaya)
- 2021 : Un papa hors pair : Liz Logelin (Deborah Ayorinde)
- 2021 : Good on Paper : Maggie (Kimia Behpoornia)
- 2021 : Security (it) : Elena Ventini (Valeria Bilello)
- 2021 : L'Amour complexe : Erica Wilson (Christina Milian)
- 2021 : Free Guy : Missy la serveuse (Britne Oldford)
- 2021 : Qui es-tu, Charlie Brown ? : voix additionnelles (film documentaire)
- 2021 : Last Night in Soho : Cami (Kassius Nelson)
- 2021 : West Side Story : Maria (Rachel Zegler)
- 2021 : Meskina (nl) : Patricia (Joy Delima)
- 2021 : Le Manoir (en) : Liesel (Ciera Payton (en))
- 2022 : The Batman : Bella Reál (Jayme Lawson)
- 2022 : Fresh : Mollie (Jonica T. Gibbs)
- 2022 : Eaux profondes : Evelyn Cowan [Qui ?]
- 2022 : Un talent en or massif : Vivan (Tiffany Haddish)
- 2022 : Hollywood Stargirl : Daphne (Nija Okoro)
- 2022 : Persuasion : Louisa Musgrove (Nia Towle)
- 2022 : A Jazzman's Blues : Leanne Harper (Solea Pfeiffer)
- 2022 : Don't Worry Darling : Margaret Watkins (KiKi Layne)
- 2022 : The Woman King : Nawi (Thuso Mbedu)
- 2022 : I Want You Back (en) : Ginny (Clark Backo)
- 2022 : Spirited : L'Esprit de Noël : ? (?)
- 2022 : Glass Onion : Une histoire à couteaux tirés : Andie et Helen Brand (Janelle Monáe)
- 2022 : Matilda : ? (?)
- 2022 : On the Line : Mary (Alia Seror-O'Neill)
- 2022 : En route pour l'avenir : Maggie (Laura Kariuki)
- 2022 : Dog : Bella (Emmy Raver-Lampman)
- 2022 : Hello, adieu, et nous au milieu : Stella (Ayo Edebiri)
- 2022 : Jeu dangereux : Héritage meurtrier (it) : Tara (Kaya Coleman)
- 2022 : Darby and the Dead (en) : Darby Harper (Riele Downs) et Darby jeune (Emily Maphike)
- 2022 : Baby Ruby : Caroline (Camila Canó-Flaviá)
- 2023 : Luther : Soleil déchu : ? (?)
- 2023 : 65 : La Terre d'Avant : Alya (Nika King (en))
- 2023 : Toi & Moi ? : Gia (Karene Peter)
- 2023 : Peter Pan et Wendy : Fée Clochette (Yara Shahidi)
- 2023 : Tout à fait son style (en) : Suki (Winnie Harlow)
- 2023 : La Petite Sirène : Tamika (Sienna King)
- 2023 : Love Again : un peu, beaucoup, passionnément : Lisa Scott (Lydia West)
- 2023 : Paradise : Kaya (Lorna Ishema)
- 2023 : Rustin : ? (?)
- 2023 : Le Lapin de velours (en) : Voiture (Lois Chimimba) (voix)
- 2024 : The Underdoggs (en) : Cherise (Tika Sumpter)
- 2024 : Prise au jeu (en) : Ashley (Liza Koshy)
- 2024 : Mea Culpa : Charlise (Shannon Thornton (en))
- 2024 : Shirley : Barbara Lee (Christina Jackson)
- 2024 : Le Beau Jeu (en) : ? (?)
- 2024 : Blitz : Jess (Mica Ricketts)
- 2024 : Mufasa : Le Roi lion : Sarabi (Tiffany Boone)[43] (voix)
- 2024 : Messagères de guerre : Lena Derricott Bell King (en) (Ebony Obsidian (en))
- 2024 : Time Cut : Lucy Field (Madison Bailey)
- 2024 : Pour solde de tout compte (en) : Rona (Taylor Polidore (en))
- 2025 : Ash : Riya (Eiza González)

#### Films d'animation
- 2017 : L'Étoile de Noël : Mary[d]
- 2018 : Destination Pékin ! : Jingjing[e]
- 2018 : Yéti et Compagnie : Kolka[d]
- 2018 : Ralph 2.0 : Tiana
- 2019 : Spycies : Mia
- 2020 : En avant : voix additionnelles
- 2021 : Spirit : L'Indomptable : Milagro Navarro-Prescott
- 2021 : Riverdance : L'aventure animée : Penny
- 2022 : Le Dragon de mon père : Soda la baleine[f]
- 2022 : Le Roi Titi : une journaliste
- 2023 : Sirocco et le Royaume des courants d'air : Selma
- 2023 : LEGO Disney Princesse : Les aventures au Château : Tiana
- 2023 : Il était une fois un studio : Tiana (court métrage)
- 2023 : Wish, Asha et la bonne étoile : Hal

### Télévision

#### Téléfilms
- Tatyana Ali dans :
  - Un Noël en cadeau (2017) : Heather Nash
  - Un Noël qui répare les blessures (2018) : Lucy Toomey
  - Noël à l'unisson (2018) : Belle Williams
  - Bienvenue à l'hôtel de Noël (2019) : Erin
  - Sur les traces de ma jumelle (2022) : Jada et Kayla

- Naika Toussaint dans :
  - Le Courrier de Noël (2018) : Julie
  - 100% Compatibles (2019) : Mia

- 2016 : Ma patronne, mon ennemie : Felicia (Taji Coleman)
- 2017 : Un domaine en héritage : Liz Preston (Erinn Westbrook)
- 2017 : Looks Like Christmas : Zindzi Mandela (Marci T. House)
- 2017 : Bodycheck : Mit Herz durch die Wand : Daniela (Judith Hoersch)
- 2017 : Dirty Dancing : Penny Johnson (Nicole Scherzinger)
- 2017 : Un Noël traditionnel : Veronica Giles (Krystle Dos Santos)
- 2017 : La recette du grand amour : Angela (Kandyse McClure)
- 2018 : Simone Biles : Les Sacrifices d'une championne : Simone Biles (Jeanté Godlock)
- 2019 : Une voix d'or pour Noël : Cléo (Ashanti)
- 2020 : Moi, Kamiyah, enlevée à la naissance : Alexis Manigo / Kamiyah Mobley (Rayven Symone Ferrell)
- 2020 : Coup de foudre pour l'apprenti du Père Noël : Charity Jones (Amber Stevens West)
- 2020 : La Fabuleuse Histoire des sœurs Clark : Dorinda Clark-Cole jeune (Simone Miller)
- 2020 : Ado à coacher, père à séduire : Alyssa (Prentiss Marquis)
- 2021 : Lettre à la future femme de mon mari : l'inspecteur Raines (Julienne Irons)
- 2021 : Diamants, orgueil et trahison : Jessica (Nayirah Teshali)
- 2021 : Confessions d'une mythomane : Riley (Tyler Kay Whitley)
- 2021 : Dans l'enfer d'une secte : Mariah (Alivea Disney)
- 2021 : Un Noël saupoudré d'amour : Molly Gallant (Molly McCook)
- 2022 : Rivalité meurtrière : Charly (Nzingha Ashford)
- 2022 : La Légende du prince de Noël : Anna-Lise (Jaleese Green)
- 2023 : La Vengeance de Diana : Chandler (Tia Dorsey)
- 2023 : Disparition au palace : Zakiya Carter (Samantha Walkes)

#### Séries télévisées
- Kandyse McClure dans :
  - V Wars (2019) : Claire O'Hagan (3 épisodes)
  - Private Eyes (2021) : Jada Berry (saison 5)
  - Flash (2021) : Xotar (saison 8, épisode 2)
  - Virgin River (2023) : Kaia Bryant (saison 5)

- Angel Parker dans :
  - The Strain (2017) : Alex Green (6 épisodes)
  - 9-1-1: Lone Star (2020) : Josie (saison 1, épisode 5)
  - The Recruit (2022) : Dawn

- Antonia Thomas dans :
  - Good Doctor (2017-2024) : Dr Claire Brown (80 épisodes)
  - Small Axe (2020) : Gretl (mini-série)
  - Still Up (en) (2023) : Lisa (8 épisodes)

- Danielle Davenport dans :
  - Sneaky Pete (2018) : l'agent Nicole Greer (saison 2)
  - Blacklist (2019) : Sofia Burke (saison 7, épisode 9)
  - Blue Bloods (2019) : Nia Martin (saison 10, épisode 19)

- MaameYaa Boafo dans :
  - Chicago Med (2018) : Abena Kwemo (saison 3, épisode 5)
  - Ramy (depuis 2020) : Zainab
  - Le Mystérieux Cercle Benedict (2021-2022) : Rhonda Kazembe (16 épisodes)

- Tiffany Boone dans :
  - The Chi (2018-2019) : Jerrika Little (16 épisodes)
  - Nine Perfect Strangers (2021) : Delilah (mini-série)
  - The Big Cigar (2024) : Gwen Fontaine (mini-série)

- Frances Turner dans :
  - Blue Bloods (2018) : Janay Brown (saison 8, épisode 18)
  - The Boys (2022) : Monique (saison 3)
  - Fallout (2024) : Barb Howard

- Fola Evans-Akingbola (en) dans :
  - Siren (2018-2020) : Maddie Bishop (36 épisodes)
  - Trying (2021) : Harper (saison 2)
  - The Night Agent (depuis 2023) : Chelsea Arrington

- Lauren E. Banks dans :
  - City on a Hill (2019-2022) : Siobhan Quays (26 épisodes)
  - Gaslit (2022) : Janelle (mini-série)
  - Lawmen : L'Histoire de Bass Reeves (2023) : Jennie Reeves (mini-série)

- Renée Elise Goldsberry dans :
  - Zoey et son incroyable playlist (2020) : Ava Price (saison 1)
  - Girls5eva (depuis 2021) : Wickie Roy
  - She-Hulk : Avocate (2022) : Mallory « Amelia » Book (mini-série)

- Quinta Brunson dans :
  - Miracle Workers (2021) : Trig (saison 3)
  - Abbott Elementary (depuis 2021) : Janine Teagues
  - La Folle Histoire du monde 2 (2023) : Marthe (mini-série)

- Yasha Jackson dans :
  - The Get Down (2017) : Shawna Everly-Jones (épisode 11)
  - Blue Bloods (2018-2019) : Maya Thomas (saison 9)

- Zuri Reed dans :
  - The Get Down (2017) : Yvonne (épisodes 9 et 11)
  - Flatbush Misdemeanors (en) (2021) : Dami (saison 1)

- Olivia Luccardi dans :
  - The Deuce (2017-2019) : Melissa (22 épisodes)
  - The Thing About Pam (2022) : Lily Day (mini-série)

- Taveeta Szymanowicz dans :
  - 12 Monkeys (2018) : Sharon (saison 4, épisode 3)
  - October Faction (2020) : Deloris, jeune (7 épisodes)

- Shelby Simmons dans :
  - Le Prince de Peoria (en) (2018-2019) : Sydney (18 épisodes)
  - Camp Kikiwaka (2019-2021) : Ava King (52 épisodes)

- Greta Onieogou dans :
  - All American (depuis 2018) : Layla Keating
  - All American: Homecoming (2022) : Layla Keating (saison 2, épisode 7)

- Ashleigh LaThrop dans :
  - Les 100 (2019) : Delilah Workman / Priya Desai VII (saison 6)
  - Utopia (2020) : Becky Todd (8 épisodes)

- Kylie Bunbury dans :
  - Dans leur regard (2019) : Angie Richardson (mini-série)
  - The Twilight Zone : La Quatrième Dimension (2020) : Claudia King (saison 2, épisode 9)

- Jeanté Godlock dans :
  - Daybreak (2019) : Mona Lisa (10 épisodes)
  - 9-1-1: Lone Star (2021) : McKenna (saison 2, épisode 11)

- Yasmine Al-Bustami dans :
  - S.W.A.T. (2019) : Amina (saison 3, épisode 6)
  - NCIS: Hawaiʻi (depuis 2021) : Lucy Tara

- Clare-Hope Ashitey dans :
  - Top Boy (2019) : Taylor (saison 3)
  - Constellation (2024) : l'agent Bright

- Alvina August dans :
  - The Boys (2019) : Monique (saison 1, épisode 7)
  - Tracker (2025) : Clare Dillard (saison 2, épisode 13)

- Tracy Ifeachor dans :
  - Treadstone (2019) : Tara Coleman (10 épisodes)
  - The Pitt (depuis 2025) : Dr Heather Collins

- Talia Jackson dans :
  - Bienvenue chez Mamilia (2019-2022) : Jade McKellan (45 épisodes)
  - Intercomédies : Un événement sportif (en) (2020) : Jade McKellan (épisode 4)

- Camille Hyde dans :
  - Katy Keene (2020) : Alexandra Cabot (13 épisodes)
  - Riverdale (2021) : Alexandra Cabot (saison 5, épisode 15)

- Nicolette Robinson (en) dans :
  - L'Amour au temps du Corona (en) (2020) : Sade (mini-série)
  - Chicago Med (2022) : Tara Goodwin (saison 7, épisodes 18 et 22)

- Erin Kellyman dans :
  - Life (en) (2020) : Maya Stone (mini-série)
  - Willow (2022-2023) : Jade Claymore (8 épisodes)

- Madison Bailey dans :
  - Outer Banks (depuis 2020) : Kiara « Kie » Carrera
  - American Horror Stories (2021) : Kelley (saison 1, épisode 3)

- Ayo Edebiri dans :
  - Dickinson (2021) : Hattie (saison 2)
  - The Premise (2021) : Eve Stone (épisode 1)

- Mercedes Morris dans :
  - Hudson et Rex (2021) : Molly Richmond (saison 3, épisode 6)
  - Y, le dernier homme (2021) : Dominique (3 épisodes)

- Kiah McKirnan dans :
  - Mare of Easttown (2021) : Anne Harris (mini-série)
  - Vers les étoiles (2022) : Denise (8 épisodes)

- Simone Joy Jones dans :
  - Directrice (2021) : Joy (mini-série)
  - Bel-Air (depuis 2022) : Lisa Wilkes

- Samantha Walkes dans :
  - Les Enquêtes de Murdoch (2021-2023) : Cassiopeia Bright (12 épisodes)
  - Cross (2024) : Elle Monteiro

- Yvonna Pearson dans :
  - Dynastie (2022) : Sasha Harris (saison 5, épisodes 8 et 13)
  - The Best Man: The Final Chapters (en) (2022) : Jasmine (mini-série)

- Kiersey Clemons dans :
  - Swarm (2023) : Rashida (épisode 7)
  - Monarch: Legacy of Monsters (depuis 2023) : May Olowe-Hewitt

- 2013-2018[g] : The Fosters : Daphne Keene (Daffany Clark) (29 épisodes)
- 2016 : Atlanta : Demarrio (Seth Schenall) (saison 1, épisode 2)
- 2016-2017 : Pure Genius : BH Ambassadeur (Nirayl Stone) (3 épisodes)
- 2016-2017 : Le Dernier Seigneur : Celia Brady (Lily Collins) (9 épisodes)
- 2016-2017 : Son of Zorn : Shannon (Giorgia Whigham)
- 2016-2018 : Shades of Blue : Michaela (Jordyn DiNatale) (3 épisodes)
- 2016-2019 : Star : Alexandra « Alex » Crane (Ryan Destiny) (48 épisodes)
- 2016-2020 : The Walking Dead : Bertie (Karen Ceesay) (14 épisodes)
- 2017 : Suits : Avocats sur mesure : Marissa (Athena Karkanis) (saison 6, épisodes 12 et 13)
- 2017 : Godless : Louise Hobbs (Jessica Sula) (mini-série)
- 2017 : When We Rise : Seville (Alexandra Grey) (mini-série)
- 2017 : Quantico : Mira (Pallavi Sastry) (saison 2, épisode 16)
- 2017 : Switched : l'infirmière Reed (Tabitha Brown) (saison 5, épisode 6)
- 2017 : Master of None : ? (?)
- 2017 : Snowfall : Kristen (Taylor Kowald) (saison 1)
- 2017 : SMILF : Regina (Gabrielle Maiden) (saison 1)
- 2017 : The State : Ushna Kaleel (Shavani Cameron) (mini-série)
- 2017 : Retour à Howards End : Annie (Donna Banya) (mini-série)
- 2017 : Absentia : l'agent Whitman (Chipo Chung) (saison 1)
- 2017 : Dear White People : Abigail (Sheridan Pierce) (1re voix, saison 1)
- 2017-2019 : Nola Darling n'en fait qu'à sa tête : Shemekka Epps (Chyna Layne (en)) (18 épisodes)
- 2017-2019 : Legion : Kerry Loudermilk (Amber Midthunder) (27 épisodes)
- 2017-2022 : Blue Bloods : Caroline (Andi Matichak) (saison 7, épisode 13) et Annie (Fortuna Gebresellasie) (11 épisodes)
- 2017-2022 : This Is Us : Alli Katowski (Chad Morgan (en)) (saison 1, épisode 12) et Deja Pearson (en) (Lyric Ross (en)) (79 épisodes)
- 2018 : Tell Me a Story : Laney Reed (Paulina Singer (en)) (saison 1)
- 2018 : Troie : La Chute d'une cité : Aphrodite (Lex King) (mini-série)
- 2018 : Sharp Objects : Katie Lacey (Reagan Pasternak) et Jodes (April Brinson) (mini-série)
- 2018-2019 : Trapped : Lovísa (Lára Jóhanna Jónsdóttir) (saison 2)
- 2018-2019 : The Resident : Zoey Barnett (Daniella Alonso) (saison 2)
- 2018-2021 : The A List : Petal (Georgina Sadler) (18 épisodes)
- 2018-2021 : Charmed : Macy Vaughn (Madeleine Mantock) (59 épisodes)
- 2019 : Quatre mariages et un enterrement (en) : Maya (Nathalie Emmanuel) (mini-série)
- 2019 : A Million Little Things : Kendra (Donna Benedicto) (3 épisodes)
- 2019 : Proven Innocent (en) : la juge Judy Cohen (Jennifer Estlin) (3 épisodes)
- 2019 : The Passage : Dr Nichole Sykes (Caroline Chikezie) (10 épisodes)
- 2019 : It's Bruno! (en) : Rosa Persad (Jade Eshete (en)) (3 épisodes)
- 2019 : Comment élever un super-héros : Willa Stokes (Moriah Brown) (saison 1)
- 2019 : The End of the F***ing World : Iggy (Florence Bell) (saison 2)
- 2019 : Marvel : Les Agents du SHIELD : Atarah (Sherri Saum) (saison 6)
- 2019 : Poupée russe : Beatrice (Dascha Polanco) (saison 1)
- 2019 : Le Secret de Nick : Becky (Kyla-Drew) (11 épisodes)
- 2019 : Soundtrack : De'Andra Green (Christina Milian) (5 épisodes)
- 2019 : Chambers : Yvonne (Kyanna Simone Simpson) (10 épisodes)
- 2019-2021 : David Makes Man : Gloria jeune (Lauryn Dennis) (saison 1, épisodes 3 et 4) et Sassy (Amari Hayslip) (saison 2, épisodes 4 et 9)
- 2019-2022 : Roswell, New Mexico : Maria DeLuca (Heather Hemmens) (52 épisodes)
- 2019[h]-2023 : Wu-Tang: An American Saga : Shurrie Driggs (Zolee Griggs) (30 épisodes)
- depuis 2019 : The Witcher : Fringilla Vigo (Mimi Ndiweni)
- depuis 2019 : Euphoria : Maddy Perez (Alexa Demie)
- 2020 : Small Axe : Altheia Jones-LeCointe (Letitia Wright) et Beverley (Leah Walker) (mini-série)
- 2020 : I Am Not Okay with This : Dina (Sofia Bryant) (7 épisodes)
- 2020 : Lovecraft Country : Diana Freeman (Jada Harris) (10 épisodes)
- 2020-2021 : Betty : Janay (Dede Lovelace (en)) (12 épisodes)
- 2020-2022 : Motherland: Fort Salem : Abigail Bellweather (Ashley Nicole Williams) (30 épisodes)
- 2020-2022 : Locke and Key : Zadie Wells (Asha Bromfield) (16 épisodes)
- depuis 2020 : Amour, Gloire et Beauté : Paris Buckingham (Diamond White)
- 2021 : Clarice : Ardelia Mapp (Devyn Tyler (en)) (13 épisodes)
- 2021 : La templanza : Trinidad (Bella Agossou) (7 épisodes)
- 2021 : Hello Jack ! Un monde de gentillesse : Bebe (Markita Prescott) (saison 1, épisode 1)
- 2021 : Tell Me Your Secrets : Jess Cairns (Emyri Crutchfield) (3 épisodes)
- 2021 : Grey's Anatomy : Station 19 : Condola Vargas (Khalilah Joi) (saison 4)
- 2021 : Blacklist : Emma Foster (Folami Williams) (saison 8, épisode 15)
- 2021 : Insecure : Resha (Brittney Ayona) (saison 5)
- 2021 : Débris : Finola Jones (Riann Steele)
- 2021 : You : Sherry Conrad (Shalita Grant) (saison 3)
- 2021-2022 : Legacies : Cleo Sowande (Omono Okojie) (27 épisodes)
- 2021-2022 : 4400 : Keisha Taylor (Ireon Roach) (13 épisodes)
- 2021-2022 : Chicago Police Department : Alanah Mercer (Adenike Thomas) (4 épisodes)
- 2021-2022 : Animal Kingdom : Lark (Chelsea Tavares) (6 épisodes)
- 2021-2022 : New York, crime organisé : Carmen « Nova » Riley (Nona Parker Johnson) (saison 2)
- 2021-2023 : Les Années coup de cœur : Kim Williams (Laura Kariuki) (32 épisodes)
- 2021-2023 : The Nevers : Annie Carbey (Rochelle Neil) (12 épisodes)
- 2021-2024 : Young Royals : Felice (Nikita Uggla) (18 épisodes)
- 2021-2022 : Crime et Justice : Nairobi (en) : l'inspecteur Makena (Sarah Hassan (en)) (16 épisodes)
- 2021-2025 : Harlem : Quinn (Grace Byers) (24 épisodes)
- depuis 2021 : Ginny et Georgia : Bravia Charles (Tameka Griffiths)
- 2022 : Entre saisonniers (pt) : Yasmin (Gabrielly « Gabz » Nunes)
- 2022 : Peacemaker : Leota Adebayo (Danielle Brooks)
- 2022 : Ola cherche sa voie : Nesrine (Nada Musa)
- 2022 : Le Dernier Bus : Misha (Lauryn Ajufo (en)) (10 épisodes)
- 2022 : Fraggle Rock, l'aventure continue (en) : ? (?)
- 2022 : Roar : ? (?) (épisode 1)
- 2022 : Obi-Wan Kenobi : Reva / la Troisième sœur (Moses Ingram) (mini-série)
- 2022 : Échos : Paula Martinez (Rosanny Zayas) (mini-série)
- 2022 : 61st Street (en) : Janet Porter (Rashada Dawan) (saison 1)
- 2022 : The First Lady : Michelle Obama jeune (Jayme Lawson) (mini-série)
- 2022 : American Gigolo : Lizzy (Yolonda Ross (en)) (5 épisodes)
- 2022 : Mood : Sasha Clayton (Nicôle Lecky) (mini-série)
- 2022 : The Fabulous (en) : ? (?)
- 2022 : Reasonable Doubt : Fallon Stephens (Aries Sanders)
- 2022 : Justice Served (it) : Busi (Nompumelelo Mayiyane)
- 2022 : Baby Fever : Simone (Olivia Joof Lewerissa (da))
- 2022 : Barbares : Dido (Cynthia Micas (de)) (saison 2)
- 2022 : Dirty Lines (nl) : Marly (Joy Delima (nl))
- 2022 : Umbrella Academy : Fei Hargreeves / Sparrow Trois (Britne Oldford) (saison 3)
- 2022 : The Devil's Hour (en) : ? (?)
- 2022 : Devils : Caroline Elsher (Ana Sofia Martins (pt)) (saison 2)
- 2022 : Everything's Trash (en) : Phoebe Hill (Phoebe Robinson (en)) (10 épisodes)
- 2022-2023 : Surviving Summer : Bodhi Mercer (Savannah La Rain) (18 épisodes)
- depuis 2022 : Le Seigneur des anneaux : Les Anneaux de pouvoir : Tar-Míriel (Cynthia Addai-Robinson)
- depuis 2022 : Grey's Anatomy : Dr Simone Griffith (Alexis Floyd)
- 2023 : The Last of Us : Kim Tembo (Natasha Mumba) (saison 1, épisode 1)
- 2023 : La Reine Charlotte : Un chapitre Bridgerton : Agatha Danbury jeune (Arsema Thomas (en)) (mini-série)
- 2023 : Le Pouvoir : Ndudi (Heather Agyepong (en))
- 2023 : Faux-semblants : Anarcha (Brittany Bradford) (mini-série)
- 2023 : The Idol : Jocelyn (Lily-Rose Depp)
- 2023 : Les Muppets Rock (en) : Nora Singh (Lilly Singh)
- 2023 : Your Honor : Janelle (Ciara Renée) (saison 2)
- 2023 : Les Fleurs sauvages : Lulu (Vivienne Awosoga) (mini-série)
- 2023 : Will Trent : Lucy Morales (Raiany Silva) (saison 1, épisodes 12 et 13)
- 2023 : The Changeling (en) : Kim Valentine (Amirah Vann)
- 2023 : À découvert (en) : ? (?)
- 2023 : Full Circle : Natalia (Adia) (mini-série)
- 2023 : Mensonges au paradis (en) : Shell (Colette Dalal Tchantcho (en))
- 2023 : Élite : Virginia (Godeliv Van den Brandt) (2e voix, saison 7)
- 2023 : Black Cake (en) : Coventina « Covey » Lyncook (Mia Isaac (en)) (mini-série)
- 2023 : You and Me : Dee (Genesis Lynea (en)) (mini-série)
- 2023-2024 : American Horror Story : Siobhan Corbyn (Kim Kardashian) (saison 12)
- 2023-2024 : Frasier (en) : Eve (Jess Salgueiro (en))
- 2023-2024 : The Walking Dead: Daryl Dixon : Sylvie (Laïka Blanc-Francard) (9 épisodes)
- depuis 2023 : XO, Kitty : Juliana (Regan Aliyah)
- depuis 2023 : School Spirits : Claire Zomer (Rainbow Wedell)
- 2024 : Dead Boy Detectives : Crystal Palace (Kassius Nelson)
- 2024 : The Sticky : Teddy Green (Gita Miller)
- 2024 : Beauty in Black (en) : Kimmie (Taylor Polidore (en))
- 2025 : Dope Thief : Michelle Taylor (Nesta Cooper) (mini-série)
- 2025 : Black Mirror : Maria (Siena Kelly (en)) (saison 7, épisode 2)

#### Séries d'animation
- 2015-2019 : Ours pour un et un pour t'ours : Ari, Tank, Sofia et interprète des chansons
- 2016-2019 : Steven Universe : Diamant Jaune, Connie Maheswaran (voix chantées)
- 2016-2019 : Les Super Nanas : D.Nook, Angela, Fairy, Goose, Chorus, Jennifer, Lady, LG Girl et Green Wing
- 2017 : Chuck, fais ton choix ! : interprète du générique[44]
- 2017-2020 : Nella princesse chevalier : Smelgly le dragon
- 2018-2019 : La Garde du Roi lion : Makini (2e voix)
- 2018-2019 : Spirit : Au galop en toute liberté : Milagro Navarro
- 2020-2025 : Baby Shark : L'Aventure sous l'eau : Chucks
- 2021-2023 : What If...? : Shuri (saison 1, épisodes 6 et 9) et Valkyrie (saison 2, épisode 4)
- 2021-2023 : Ada Twist, la scientifique (en) : Lasheeda
- depuis 2022 : Transformers: EarthSpark : Dot Malto
- 2023 : Moon Girl et Devil le Dinosaure : Mane
- 2023 : Ranelot et Bufolet (en) : Tortue et Lézard
- 2023 : Kizazi Moto : Génération Feu (en) : Maadi (mini-série)
- 2023 : Blue Eye Samurai : Mizu[i]
- 2023 : Hero Inside : Boogie
- 2023-2024 : Jessica et son petit monde (en) : Big Jessica
- 2024 : Hazbin Hotel : Velvette
- 2024 : Good Times (en) : voix additionnelles
- depuis 2024 : Mes parrains sont magiques : Un nouveau souhait (en) : Angela Wells et Jasmine Tran
- 2025 : Votre fidèle serviteur Spider-Man : Miss Anand

### Jeux vidéo
- 2020 : The Last of Us Part II : voix additionnelles
- 2022 : As Dusk Falls : Zoe Walker (adulte)
- 2023 : Redfall : ?
- 2023 : Diablo IV : ?
- 2024 : Suicide Squad: Kill the Justice League : ?
- 2024 : Star Wars Outlaws : ?